# Dave Winfield
Pour les articles homonymes, voir Winfield.
Dave Mark Winfield, né le 3 octobre 1951 à Saint Paul (Minnesota), est un joueur de baseball américain ayant évolué durant 22 saisons dans les ligues majeures de baseball.
Il a joué pour les Padres de San Diego de 1973 à 1980, les Yankees de New York de 1981 à 1988 ainsi qu'en 1990, les Angels de la Californie en 1990 et 1991, les Blue Jays de Toronto en 1992, les Twins du Minnesota en 1993 et 1994, puis les Indians de Cleveland en 1995.
Le 16 septembre 1993, à 41 ans, Winfield frappe contre Dennis Eckersley le 3 000e coup sûr de sa carrière, devenant le 19e joueur de l'histoire à atteindre ce nombre. Il termine sa carrière avec 3 110 coups sûrs dont 465 circuits, et 1 833 points produits. Il mène la Ligue nationale avec 118 points produits en 1979.
Il participe au match des étoiles lors de 12 saisons consécutives, de 1977 à 1988. En 1979, à la 11e saison d'existence de la franchise, il est le premier joueur des Padres élu sur l'équipe partante de la Ligue nationale au match des étoiles. Il gagne 6 Bâtons d'argent  (1981 à 1985, 1992) et ses qualités défensives au champ droit sont récompensées par des Gants dorés à 7 reprises (1979, 1980, 1982 à 1985, 1987).
Il signe en 1980 un contrat de 23 millions de dollars pour 10 saisons avec les Yankees de New York mais rate la saison 1989 après une opération pour une blessure au dos. Passé aux Angels en 1990 en retour du lanceur Mike Witt, Winfield gagne le prix du meilleur retour de l'année dans la Ligue américaine. Sa carrière chez les Yankees se termine de manière tumultueuse. Durant les années 1980, il poursuit en justice le propriétaire du club George Steinbrenner, qui faillit à sa promesse de verser une contribution à la Winfield Foundation, un organisme de charité au profit des enfants,. Plus tard, Steinbrenner paie 40 000 dollars à un certain Howard Spira, qui se décrit comme un joueur compulsif et est un ancien employé de la fondation de Winfield, afin que celui-ci lui fournisse des informations afin de salir la réputation de son joueur étoile. Ces manigances amènent en 1990 le commissaire du baseball à bannir George Steinbrenner du baseball jusqu'en 1993.
Dans un incident insolite le 4 août 1983, Winfield est arrêté pour cruauté animale par la police provinciale de l'Ontario après un match au stade de l'Exposition nationale de Toronto : durant la 5e manche de la rencontre, le joueur des Yankees a accidentellement tué une mouette en lançant une balle de baseball. Winfield est libéré après avoir versé une caution de 500 dollars, mais les accusations sont retirées le lendemain. Winfield lègue plus tard des objets pour un encan de charité au profit d'Easter Seals, un organisme canadien de bienfaisance.
Il fait partie de l'équipe des Blue Jays de Toronto championne de la Série mondiale 1992. Avec un double de deux points en début de 11e manche contre Charlie Leibrandt des Braves d'Atlanta, il permet aux Jays de prendre les devants 4-2 dans un match gagné 4-3, le dernier de la finale de 1992 donnant au club de Toronto son premier titre.
Dave Winfield est élu au Temple de la renommée du baseball en 2001 et devient le premier joueur à y être intronisé sous les couleurs des Padres de San Diego.
Son numéro 31 est retiré par les Padres de San Diego. Winfield porte au cours de sa carrière le numéro 31 avec San Diego, New York et Cleveland, et le 32 avec les Angels, Toronto et Minnesota.